# 通泰街街道
通泰街街道，是中华人民共和国湖南省长沙市开福区下辖的一个乡镇级行政单位。

## 行政区划
通泰街街道下辖以下地区：
通泰街社区、西园社区、连升街社区、湘春路社区、寿星街社区、中山西路社区、吉福街社区、轩辕殿社区和盐道坪社区。